# Phụ gia cô lập
Phụ gia cô lập là một loại phụ gia thực phẩm mà vai trò của nó là cải thiện chất lượng và độ ổn định của các loại thực phẩm. Các phụ gia cô lập tạo ra các phức chất chelat với các ion kim loại đa hóa trị, đặc biệt là đồng, sắt và niken, là các chất khi không tạo ra phức chất như thế sẽ đóng vai trò của chất xúc tác trong quá trình oxy hóa của mỡ có trong thực phẩm làm cho chúng bị ôi thiu. Các phụ gia cô lập là một dạng của các chất bảo quản.
Trong tiếng Anh thuật ngữ để chỉ các phụ gia cô lập là sequestrant, có nguồn gốc từ tiếng Latinh và có nghĩa là "rút ra khỏi sử dụng".
Các phụ gia cô lập phổ biến là:
- Etylen diamin tetraaxetat dinatri calci (E385)
- Glucono delta-lacton (E575)
- Gluconat natri (E576)
- Gluconat kali (E577)
- Tripolyphotphat natri

Các muối natri và calci của axít etylen diamin tetraaxetic (EDTA) cũng được sử dụng khá phổ biến trong nhiều loại thực phẩm và đồ uống.